# Selište (gmina Žagubica)
Selište (cyr. Селиште) – wieś w Serbii, w okręgu braniczewskim, w gminie Žagubica. W 2011 roku liczyła 363 mieszkańców.